# Wim Omloop
Wim Omloop (Herentals, 5 ottobre 1971) è un ex ciclista su strada belga.
Professionista dal 1993 al 2001, era uno specialista delle classiche. È il cugino di Geert Omloop, anch'egli ciclista.

## Carriera
Da dilettante vinse il Giro delle Fiandre di categoria e partecipò alla corsa su strada dei Giochi di Barcellona 1992. Professionista dal 1993, nello stesso anno vinse il Nationale Sluitingsprijs; nel 1994 fu vincitore della Gullegem Koerse e del GP Marcel Kint mentre nel 1997 vinse l'Omloop van het Waasland e nel 1999 la Bruxelles-Ingooigem. Si ritirò dall'attività nel 2001.

## Palmarès
- 1990 (dilettanti)

Bruxelles-Zepperen
- 1991 (dilettanti)

Classifica generale Ronde van Limburg dilettanti
- 1992 (dilettanti)

Zellik-Galmaarden
Giro delle Fiandre dilettanti
Hasselt-Spa-Hasselt
Campionati belgi, Prova in linea Dilettanti
- 1993

Grand Prix de Hannut
Grote Prijs Raf Jonckheere
Nationale Sluitingsprijs
- 1994

Gullegem Koerse
Wingene Koers
Grote Prijs Marcel Kint
- 1995

Grote Prijs Raf Jonckheere
- 1996

Grote Prijs Briek Schotte
- 1997

Omloop van het Waasland
- 1998

Grote Prijs Stad Vilvoorde
Grote Prijs Stad Sint-Niklaas
- 1999

Grote Prijs Stad Vilvoorde
Omloop der Kempen
Flèche Hesbignonne-Cras Avernas
Bruxelles-Ingooigem
Grote Prijs Raf Jonckheere
Grote Prijs Dokter Eugeen Roggeman
- 2000

Grote Prijs Frans Melckenbeek
Grote Prijs Raf Jonckheere